# سوسیالیسم تخیلی
سوسیالیسم تخیلی برابر واژه «Utopian Socialism» (در فارسی به «سوسیالیسم پنداری» و «سوسیالیسم ایده‌آلیست» نیز برگردانده شده‌است) واژه‌ای است که اولین بار توسط کارل مارکس به سوسیالیست‌های پیش از وی گفته شده‌است. وی عقیده داشت که بیشتر سوسیالیست‌های اواخر قرن هجدهم و اوایل قرن نوزدهم انسان‌گرایانی هستند که نسبت به بهره‌کشی شدیدی که با سرمایه‌داری ابتدایی همراه بود اعتراضی بجا داشتند. وی با وجود تحسین بسیار آن‌ها، این لقب کنایه‌آمیز را در مورد آن‌ها به کار برد و معتقد بود بیش‌تر آنان خیال‌پردازانی در جستجوی مدینه فاضله‌اند که امیدوارند با اتکای به خرد و شعور اخلاقی طبقه تحصیل‌کرده، جامعه را تحول بخشند. به نظر وی بیش‌تر افراد تحصیل‌کرده اغلب اعضای طبقات بالا هستند و بدین جهت پایگاه اجتماعی، رفاه، دانش و آموزش برتر خود را مدیون امتیازات موجود در نظام سرمایه‌داری بوده و در حفظ آن کوشش می‌کنند و وجود تعداد محدودی افراد انسان‌گرا در میان آنان به تحقیق نمی‌تواند پایگاه قدرتی برای تغییر محسوب شود و برای آن‌هایی که به تحقق چنین تغییری عقیده داشتند واژه سوسیالیست‌های تخیلی را به کار برد.
در واقع سوسیالیسم تخیلی مبتنی بر احساسات است و بدون تحلیل علمی از پدیدهای اقتصادی و اجتماعی و بدون ارائه راهکارهایی مبتنی بر تحقیقات علمی برای رفع مشکلات اقتصادی یا پیاده شدن نظام اقتصادی مورد نظر است.
- قدیمی‌ترین عضو سوسیالیسم تخیلی افلاطون فیلسوف نامی یونان باستان می‌باشد او مدینه فاضله را جامعه‌ای ایده‌آلی معرفی می‌کند که مرکز ثقل آن عدالت اجتماعی است.
- همچنین تامس مور(۱۴۷۸–۱۵۳۵)سوسیالیست انگلیسی در اثر معروف خود «اوتوپیا» جامعه‌ای را مطلوب تصور می‌کند که در آن مالکیت فردی وجود ندارد.
- توماسو کامپانلا که از سوسیالیست‌های ایتالیائی است جامعه اشتراکی مد نظر خود را در کتابش به نام «کشور آفتاب» به تصویر می‌کشد که در عین حال حکومت مسیحی بر آن حاکم است و اداره آن بر عهده کشیشان می‌باشد.
- جین چارلز لئونارد دی سیسموندی (۱۷۷۳–۱۸۴۲) نیز سوسیالیست فرانسوی می‌باشد که هدف اقتصاد کلاسیک یعنی حداکثر کردن سود را مورد انتقاد قرار می‌دهد و اقتصاد رقابتی را مخصوصاً در زمینه توزیع نامناسب می‌داند؛ زیرا سیستم توزیع در این اقتصاد موجب فقر عمومی و مازاد تولید می‌شود. او معتقد است ریشه بحران‌ها در استثمار کارگران و پیشرفت تکنولوژی است و وسیع‌ترین قشر جامعه یعنی کارگران از قدرت خرید کمی برخوردارند.
- هنری سن سیمون (۱۷۶۰–۱۸۲۵) سوسیالیست فرانسوی سوسیالیم دولتی را در قالب مذهبی پیشنهاد می‌کند. این سوسیالیسم بر پایه اخوت مذهبی و بدون دخالت روحانیت می‌باشد. مشکل اصلی اجتماع مسئله کارگری عنوان می‌شود و ریشه تمام بحران‌های اجتماعی و اقتصادی در این است که جامعه فقط دو طبقه دارد. یکی تولیدکننده است و دیگری بدون انجام کار از دسترنج دیگران بهرمند می‌شود. سیمون در کتابش «کندوی عسل» این دو طبقه کارگر و کارفرما را به زنبور عسل و خرمگس تشبیه می‌کند که یکی با زحمت کار می‌کند و عسل تولید می‌کند و دیگری مانند خرمگسی بدون تحمل سختی از دسترنج وی بهره می‌برد.